# 二木武
二木 武（ふたき たけし、1925年1月12日 - 1998年3月21日）は、日本の小児科医。

## 人物・来歴
石川県金沢市生まれ。東京帝国大学医学部卒業。同小児科教室入局。1954年「乳幼児栄養失調症の蛋白代謝に関する研究」で東京大学医学博士。長野赤十字病院、東京都立小児保健院（現東京都立八王子小児病院）院長を経て、東京都立母子保健院院長、実践女子大学教授を務めた。95年定年退職。

## 著書
- 『育児百科 ベビーエイジ』婦人生活社, 1980.3
- 『赤ちゃんの栄養と離乳食』 (ベビーエイジ赤ちゃんシリーズ) 婦人生活社, 1980.8
- 『新しい離乳 こう変わった考え方とすすめ方』 (保健同人健康ブックス) 保健同人社, 1982.1
- 『3歳までこそ大切な子育て10則』 (サンマークブックス) サンマーク出版, 1983.8 のち文庫
- 『脳の働きをよくする食べさせ方育児』主婦と生活社, 1984.11
- 『かむ子は育つ 脳にもよい刺激、"そしゃく離乳"のすすめ』主婦の友社, 1984.12
- 『新育児百科 ベビーエイジ 改訂第1版』婦人生活社, 1985.12
- 『自律離乳とベビーフード 離乳の革命』日本小児医事出版社, 1985.8
- 『食欲でヤル気を起こさせる 子どもの自律栄養のすすめ』フレーベル館, 1985.9
- 『乳幼児の栄養と発達』 (保育者のための乳幼児保育シリーズ）中央法規出版, 1991.5

### 共編著・監修
- 『乳児保育』松島富之助,金子保共著. 同文書院, 1976
- 『小児保健』1-2 (保育講座）高橋種昭、高野陽、宮崎照子共著. 医歯薬出版, 1978-79
- 『小児栄養』 (保育講座) 二木武 [ほか]著. 医歯薬出版, 1978.1
- 『精神衛生』 (保育講座) 二木武 [ほか]著. 医歯薬出版, 1978.7
- 『現代産科婦人科学大系 年刊追補 1979-D 新生児』二木武 [ほか]著 中山書店, 1980.3
- 『乳児の行動発達と保育看護 その理論と臨床』川井尚共編著. 川島書店, 1980.3
- 『乳・幼児をもつお母さんへ 3 子どもの健康づくり けが・病気のときどうするか』菊地明子共著 明治図書出版, 1984.1
- 『小児の発達栄養行動 生理・心理・臨床 摂食から排泄まで』帆足英一、川井尚共編著. 医歯薬出版, 1984.10
- 『乳児保育 改訂第3版』加藤翠共編. 南山堂, 1985.1
- 『保育電話相談回答実例事典』二木武 [ほか]著. チャイルド本社, 1985.4
- 『母乳が足りなくても安心 ここまで進歩したミルクを読む お母さん・小児科医・乳児保健婦に贈る』二木武 ほか著. ハート出版, 1997.6
- 『最初の子どもの育て方・しつけ方book 1才から3才まで』金子保共監修. 成美堂出版, 1998.4

### 翻訳
- Robert B.McCall 著『0・1・2歳児 こころとからだの発達』監訳. 医歯薬出版, 1981.5
- ジョン・ボウルビィ『母と子のアタッチメント 心の安全基地』監訳. 医歯薬出版, 1993.5